# Strasbourg (Saskatchewan)
Strasbourg es un pueblo canadiense situado en la provincia de Saskatchewan.

## Superficie
Strasbourg tiene una superficie de 5,81 km².

## Demografía
En 2021, tenía 788 habitantes, una densidad poblacional de 135,5 hab./km², y 395 viviendas.